# Parcours de l'US Quevilly-Rouen Métropole en Coupe de France
Le parcours de l'US Quevilly-Rouen Métropole en Coupe de France présente les résultats sportifs de l'Union sportive Quevilly-Rouen Métropole, club de football basé au Petit-Quevilly, en Coupe de France de football.
Depuis la création de la Coupe de France lors de la saison 1917-1918, l'Union sportive quevillaise a atteint à de nombreuses reprises les trente-deuxième de finale de l'épreuve.

## Historique

### L'époque amateur
Le club atteint pour la première fois les trente-deuxième de finale de la Coupe de France en 1923 ou il élimine l'Amiens AC par trois buts à zéro. Il est éliminé cinq buts à un par le RC Roubaix en seizième de finale. Le club va revenir plusieurs fois en trente-deuxième de finale, dès l'année suivante ou il est éliminé par le Stade rennais UC deux buts à un au Mans. En 1924-1925, ou il élimine à Rouen le CA Vitry trois buts à zéro, avant de tomber au tour suivant à Paris contre le Stade français sur le même score. L'année suivante le club arrive pour la première fois de son histoire en 8e de finale après avoir éliminé l'Olympique de Paris à domicile sur le score de deux à zéro et la JA Saint-Ouen trois buts à un à FC Dieppe au tour suivant, avant d'être éliminé par l'Olympique de Marseille quatre buts à zéro à Paris. La saison 1926-1927, est une grande année puisque le club arrive en finale après avoir éliminé respectivement l'ES Bully un but à zéro à Dieppe, Amiens AC deux buts à zéro à domicile, le voisin du FC Rouen deux buts à zéro à Rouen, l'US Suisse quatre buts à un après prolongation à Lille et le Stade raphaëlois en demi-finale, une victoire un but à zéro après prolongation à Paris dans un match rejoué après le score de un partout à Marseille dans le premier match. En finale le club s'incline trois buts à zéro contre l'Olympique de Marseille au Stade olympique de Colombes. La saison suivante l'U.S.Q. est humilié six buts à un à domicile par l'US Boulogne en seizième de finale, après avoir éliminé le Dinard ASC deux buts à zéro à Caen lors du tour précédent. En 1928-1929, le club ne dépasse pas le stade des trente-deuxièmes de finale ou le club est éliminé par le RC Arras un but à zéro à Arras. Même tarif la saison suivante ou le club est éliminé deux buts à un par le RC Calais à Calais. Le club ne dépasse pas non plus les trente-deuxième de finale la saison suivante ou il est éliminé de nouveaux par le RC Arras après un premier à domicile qui finit le score de trois partout et un match rejoué à Arras qui finit sur le score de quatre buts à un. Même chose lors de la saison 1931-1932 le club est éliminé à Creil quatre buts à zéro par le RC Roubaix.

### Début du professionnalisme et guerre
À partir de la saison 1932-1933, le football français devient professionnel. Désormais l'U.S.Q. va avoir plus de mal à atteindre le trente-deuxième de finale de la compétition. Néanmoins lors de cette première saison il est éliminé à l'extérieur par un autre club amateur, l'Angers SCO sur le score de trois buts à un. L'année suivante, l'U.S.Q. élimine en trente-deuxième de finale le SO Cholet, autre club amateur, sur le score de trois buts à zéro à l'extérieur. Au tour suivante, il est éliminé au Havre par les professionnels de l'US Tourcoing, club qui évolue en seconde division, sur le score de quatre buts à un après prolongation. Pour l'édition 1934-1935, le club élimine en trente-deuxième de finale les amateurs du Stade morlaisien à Caen sur le score de cinq buts à deux. Puis élimine au tour suivant au autre club amateur, le Stade de Reims à Amiens sur le score de deux buts à un. En huitième de finale, le club tombe à Valenciennes face aux professionnels du SC Fives, qui évolue en première division, sur le score de quatre buts à zéro. En 1935-1936 l'U.S.Q. est éliminé à domicile par les professionnels de l'US Valenciennes-Anzin (D1) sur le score de six buts à un. L'U.S.Q. parvient de nouveaux en trente-deuxième de finale lors de l'édition 1937-1938 ou il est éliminé à domicile par le club professionnel du RC Roubaix (D1) sur le score de cinq buts à zéro. Même chose au tour suivante ou le club tombe au tour suivant face aux professionnels, qui évolue en première division, du RC Paris à l'extérieur sur le score de trois buts à zéro. Pour la saison 1939-1940, les quevillais sont éliminés dès les trente-deuxième de finale par un autre club amateur l'AS Trouville-Deauville après deux matchs. Le premier match se termine à Deauville sur le score de zéro à zéro, puis le match est rejoué à Rouen et finit sur le score de un but à zéro. L'occupation durant la Seconde Guerre mondiale modifie la structure de la Coupe de France. En 1941-1942, l'U.S.Q. réalise l'exploit lors des huitièmes de finale de la Zone occupée en éliminant les professionnels du Havre AC qui évolue en première division, sur le score de deux buts à zéro à Rouen. Un autre club de première division est éliminé par l'U.S.Q. lors du tour suivant, il s'agit du RC Paris. Une première confrontation a lieu à Rouen, mais le match est arrêté alors que les Parisiens mènent un but à zéro. Le second match joué dans la même ville voit la victoire un but à zéro des Quevillais. Confronté aux professionnels du Stade de Reims (D1) en demi-finale de la zone occupée, l'U.S.Q. perd sur le score de un but à zéro à Paris. La saison suivante, le club est éliminé en huitième de finale par le club de première division du Havre AC sur le score de trois buts à deux à l'extérieur. L'USQ retrouve les trente-deuxièmes de finale de la Coupe lors de l'édition 1944-1945, ou il est éliminé à domicile par les professionnels de première division du Stade français sur le score de six buts à un.

### Les années CFA
Après la guerre, le club marque son retour en trente-deuxièmes de finale lors de l'édition 1948-1949 en réalisant l'exploit d'éliminer le club de première division professionnel du Toulouse FC à Limoges sur le score de quatre buts à trois. Nouvel exploit lors des seizièmes de finale puisque l'USQ élimine un autre club de première division le SR Colmar à Nancy sur le score de un but à zéro. En huitièmes de finale, l'USQ est éliminée par le RC Paris (D1) à Rennes sur le score de deux buts à zéro. La saison suivante, le club tombe en trente-deuxièmes de finale face à l'US Revel, un autre club amateur, mais plus haut hiérarchiquement puisqu'il évolue en CFA. Le match joué à Limoges voit la défaite trois buts à deux de l'USQ. Lors de l'édition 1950-1951, le club est éliminé par le Lille OSC, club de première division à Amiens sur le score de quatre buts à un. L'édition suivante l'USQ réalise un exploit[réf. nécessaire] lors des trente-deuxième de finale en éliminant le SC Toulon, club de deuxième division sur le score de quatre buts à un à Clermont-Ferrand. Au tour suivant, le club élimine un autre club amateur le FC Annecy à Tours sur le score de trois buts à deux. En huitièmes de finale, les Quevillais tombent face au voisin du FC Rouen (D2) sur le score de trois buts à un au Havre. La saison suivante est décevante pour l'USQ qui tombe en trente-deuxièmes de finale face à l'USB Longwy, un club plus bas hiérarchiquement puisqu'il évolue en Division d'Honneur, sur le score de un but à zéro à Valenciennes. L'USQ se rachète lors de l'édition suivante en éliminant le club de deuxième division du FC Nantes sur le score de un but à zéro à Cherbourg. Au tour suivant, ils tombent contre le Lille OSC au Havre sur le score de trois buts à deux. En 1954-1955, l'U.S.Q. élimine le petit club amateur RC Arras (PH) six buts à trois à Amiens avant de tomber en seizième de finale contre un autre club de CFA, le SC Draguignan un partout au premier match, puis défaite trois buts à un après prolongation dans le match rejoué à Vichy. 
Le club fait son retour en trente-deuxième lors de la saison 1956-1957, ou il élimine l'US Viesly (DH) deux buts à zéro à Saint-Quentin et tombe au tour suivant contre l'AS Cannes (D2) deux buts à zéro contre Limoges. La saison suivante, l'U.S.Q. tombe dès les trente-deuxième face au Lille OSC (D1) sur le score de deux buts à un à Caen. Après quelques saisons d'absence, le club fait son retour en trente-deuxième de finale face à un club plus petit l'US Saint-Malo (DH), un retour raté puisque l'U.S.Q. est éliminé deux buts à un à Brest. Lors de la saison 1963-1964, l'US Quevilly est éliminé en trente-deuxième par l'US Valenciennes-Anzin (D1) sur le score de un but à zéro à Rouen. La saison suivante le club tombe contre l'US bruaysienne (DH), il faut deux matchs pour que l'U.S.Q. élimine ce club plus petit. Après un trois partout à Calais lors du premier match, l'U.S.Q. gagne trois buts à zéro le match d'appui à Creil. Au tour suivant, il tombe un but à zéro à Chalon-sur-Saône contre le SC Toulon (D1). Pour la saison 1965-1966, le club est éliminé par un autre club de CFA, l'AS Aulnoye à Compiègne sur le score de deux buts à un. L'année suivante le club ne passe pas les trente-deuxième de finale et est éliminé par le Stade de Paris (D1) sur le score de trois buts à zéro au Havre. La saison 1967-1968 est celle de l'exploit, l'U.S.Q. atteint les demi-finales en éliminant respectivement, le Stade héninois (D1) deux buts à zéro à Dieppe après prolongation, l'AC Mouzon (DH)  quatre buts à zéro à Sedan, l'Olympique lyonnais (D1) un but à zéro à Amiens, l'US Dunkerque (D2) quatre buts à zéro à Paris et perd contre les Girondins de Bordeaux deux buts à un après prolongation à Paris. La saison suivante est moins glorieuse, l'U.S.Q. est éliminé dès les trente-deuxième de finale par le Lille OSC (D2) zéro par tout au premier match à Rouen, puis défaite un but à zéro au match rejoué à Paris. C'est au même tour que le club est éliminé en 1970 face à l'US Valenciennes-Anzin (D1), un partout à Abbeville, puis au défaite un but à zéro lors du match à rejoué à Paris.

### De la Division 2 à la dissolution
En 1971, alors que l'US Quevilly évolue en Division 2, il est éliminé dès les trente-deuxième de finale par le Stade rennais FC (D1) après une défaite quatre buts à un au Stade Jean-Bouin de Paris. L'année suivante, c'est le RC Lens (D2) qui élimine l'U.S.Q. sur le score de deux buts à zéro à Amiens. C'est la dernière apparition du club en trente-deuxième de finale avant sa dissolution en 1978.

### La reconstruction

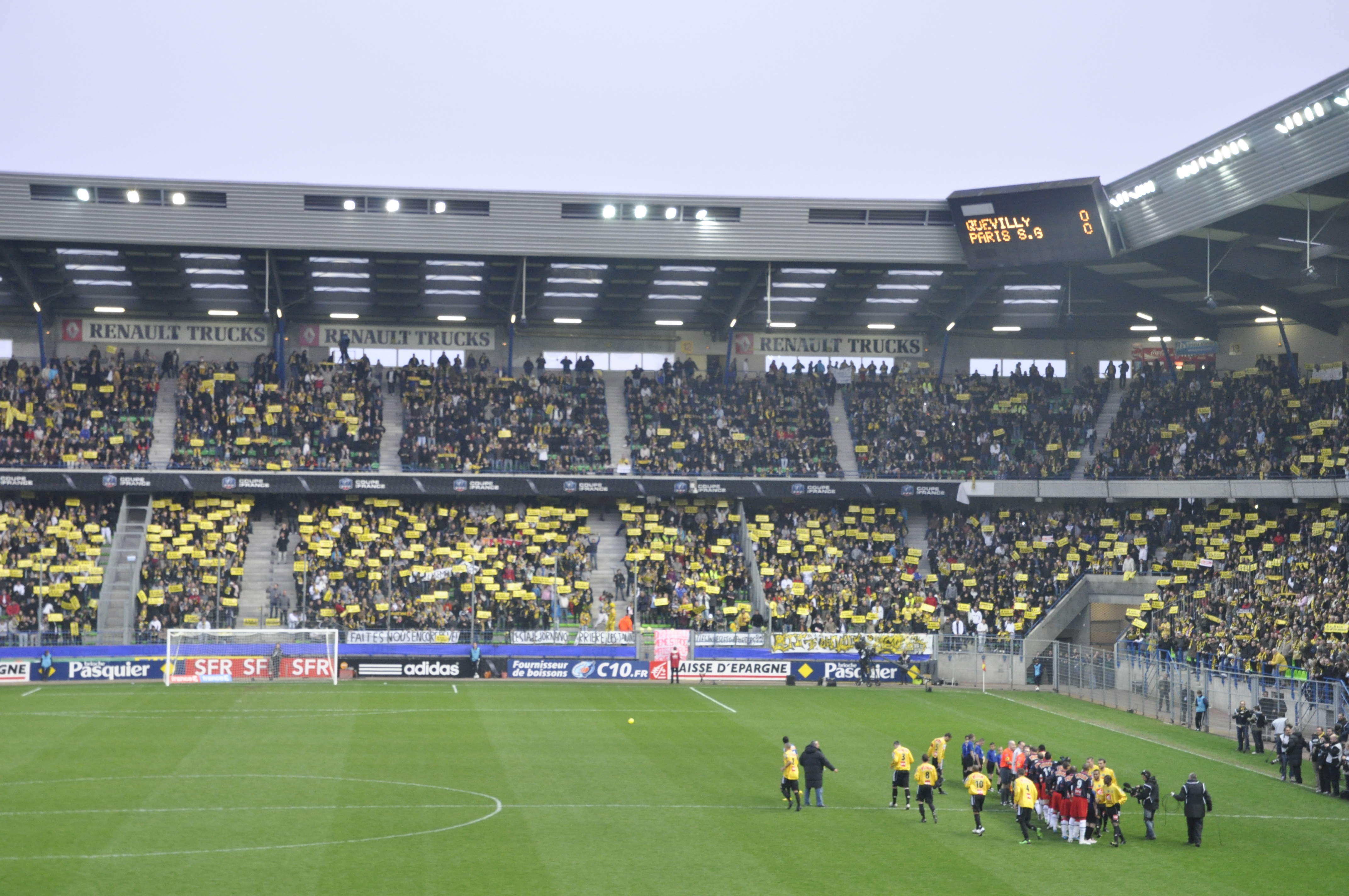
US Quevilly-PSG demi-finale 2010

Après sa dissolution en 1978 le club va redémarrer au plus bas de la hiérarchie du football français. Le club va atteindre de nouveau les trente-deuxième de finale qu'en 2002-2003 alors qu'il évolue en CFA. Il élimine l'ES La Rochelle (CFA 2) sur le score de six buts à un, avant de tomber au tour suivant face à l'ES Wasquehal (D2) sur le score de deux buts à un à Rouen. En 2004-2005, l'U.S.Q. réalise un nouvel exploit en éliminant l'EA Guingamp à domicile sur le score de un but à zéro en trente-deuxième de finale, au tour suivant il élimine le SO Romorantin (N) à l'extérieur sur le score de un but à zéro. Il tombe ensuite en huitième de finale contre le CS Sedan Ardennes (L2) sur le score de deux buts à zéro à l'extérieur. En 2006-2007, il tombe en trente-deuxième contre l'AS Monaco (L1) à domicile contre le deux buts à zéro. C'est au même tour que l'US Quevilly est éliminé l'année suivante par les Girondins de Bordeaux (D1) sur le score de trois buts à un à domicile.
L'USQ ne montra pas grand chose ces années-ci.
En 2010, l'US Quevilly élimine consecutivement Angers (L2) 1-0, Rennes (L1) 1-0 puis atteint les quarts de finale et bat Boulogne-sur-Mer 3-1 et donc arrive en demi-finale, mais s'incline seulement 1-0 face au Paris Saint-Germain.
En 2012, ils battent Angers une nouvelle fois 2 ans après 1-0, l'Olympique de Marseille en quart de finale (3-2 a.p.) puis le Stade rennais en demi-finale dans un match fou (2-1), décrochant ainsi une place pour la finale perdue seulement (1-0) au Stade de France face à l'Olympique lyonnais.
En 2015, le club réalise un nouvel exploit en éliminant en trente-deuxième de finale l'union sportive d'Orléans, club de seconde division sur un score de 3-3 après une séance de tirs au but.